# Bleida
Bleida (en àrab ابليدة, Iblayda; en amazic ⴱⵍⵉⴷⴰ) és una comuna rural de la província de Zagora, a la regió de Drâa-Tafilalet, al Marroc. Segons el cens de 2014 tenia una població total de 4.629 persones.